# 野山蓝
野山蓝（学名：Peristrophe fera）是爵床科观音草属的植物。分布于印度以及中国大陆的海南、云南、贵州等地，生长于海拔500米至1,300米的地区，多生在密林中，目前尚未由人工引种栽培。

## 别名
大叶观音草（云南种子植物名录）

## 异名
- Peristrophe fera C. B. Clarke var. intermedia C. B. Clarke